# Nordic Iron Ore
Nordic Iron Ore (NIO) är ett svenskt gruvutvecklingsbolag, startat 2008. 
Bolaget har adressen Åkarevägen 2 i Grängesberg i Dalarna (tidigare Vendevägen 85A i Danderyd utanför Stockholm).

## Bolaget
Nordic Iron Ore grundades år 2008 genom ett samarbete mellan gruvbolagen Archelon Mineral, International Gold Exploration (IGE) och Kopparberg Mineral, tre bolag som alla hade starka anknytningar till duon Hallberg/Perenius (Tore Hallberg och Patric Perenius; vd respektive styrelseordförande för Archelon, som också har verkat tillsammans i flera andra bolag). En planerad notering på First North avbröts 2012. Bolaget ägdes den 31 december 2013 av 1 751 privatpersoner och företag, bland dem Archelon Mineral, Kopparberg Mineral, Elbolaget i Ludvika och montage och investmentbolaget Bengtssons Tidnings AB. Största ägare var Bengtssons Tidnings AB genom familjen Bengtsson som höll 31,77 procent av aktierna.
Nordic Iron Ores affärsidé är att äga och återuppta gruvdriften i ett antal nedlagda järnmalmsgruvor i Bergslagen. ”Iron ore” är engelska för just järnmalm. I ett första skede planerade bolaget att återuppta gruvdriften i Blötberget som har cirka 52 miljoner ton låghaltig 35-40% anrikningsmalm kvar och därefter i Håksberg som har cirka 15 miljoner ton 35% järnmalm kvar. Detta planerades ske år 2015, men så skedde ej.
Bolaget öppnade 2011 ett kontor i Ludvika och hade 2011-2014 cirka 7 anställda, men detta avvecklades därefter, på grund av att järnmalmspriserna på den internationella marknaden rasade från som mest 185 dollar/ton under 2011 till som minst 38 dollar/ton under 2015. 
Bolagets huvudsakliga tillgångar är de bearbetningstillstånd för Blötbergsfältet och Håksbergsfältet som erhölls 2011-2012 samt de miljötillstånd för samma gruvfält som erhölls 2014. År 2017 fick NIO också bearbetningstillstånd för den mellanliggande malmfyndigheten under sjön Väsman (Väsmanfältet). Alla dessa tillstånd gäller i 25 år.

## Stråssagruvan
År 2014 fanns undersökningstillstånd för ytterligare järnmalmsgruvor i Bergslagen, bland dem den gamla Gränges-ägda gruvan i Stråssa som hade ett järninnehåll i uppfodrat berg ner mot 20-25%. Gruvan lades ner 1981 efter det att ett omfattande undersökningsprogram slutförts, där man konstaterade att man inte hade järnmalm kvar för mer än några års brytning (cirka 100 meters avsänkning). 

## Väsmanfyndigheten
För den gamla Ställbergsbolagsinmutningen av en malmförekomst under sjön Väsman konstaterade Ställbergsbolaget, efter att ha utfört ett omfattande undersökningsarbete under 1960-talet, dels från isen på den frusna sjön Väsman samt i den norra delen av Håksbergsgruvan på 300-metersnivån samt från ett undersökningsschakt beläget i Finnäset på den södra stranden, trots den goda järnmalmskonjunkturen som rådde på 60-talet, att malmerna under sjön inte var brytvärda av flera orsaker. För det första visade borrproverna på ett väldigt lågt järninnehåll ända ner mot 25 % och sedan var det inte heller en sammanhängande malmkropp som man först trodde, utan det kraftiga magnetiska utslaget berodde på att malmförekomsten låg ytligt men bestod av "små och på djupet snabbt avtagande järnmalmskroppar". Berggrunden under sjön var även genomkorsad av flera djupa sprickzoner samt, sist men inte minst, när man borrade under sjön på 300 meters djup hade malmkropparna redan tagit slut.